# Inmarsat

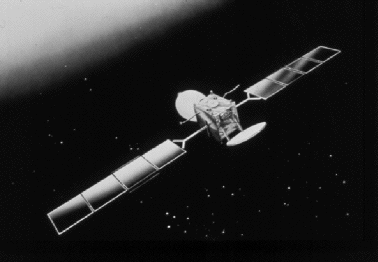
Satélite Inmarsat-3

A Inmarsat plc (LSE: ISAT) é uma empresa britânica de telecomunicações via satélite, que oferece serviços de telefonia móvel global. Ela fornece telefonia e serviços de dados para usuários em todo o mundo, através de terminais portáteis ou móveis que se comunicam com as estações terrestres através de uma frota de satélites geoestacionários de telecomunicações. A rede da Inmarsat fornece serviços de comunicação a um conjunto de governos, agências de ajuda, meios de comunicação e empresas com a necessidade de comunicar-se em regiões remotas ou onde não há rede terrestre confiável. A empresa está cotada na Bolsa de Londres e é um componente do índice FTSE 250 desde dezembro de 2011.

## História
A empresa foi fundada originalmente em 1979 como International Maritime Satellite Organization (Inmarsat), uma organização internacional sem fins lucrativos, criada a pedido da Organização Marítima Internacional (IMO), órgão das Nações Unidas, com a finalidade de estabelecer uma rede de comunicações por satélite para a comunidade marítima.
O primeiro diretor-geral foi nomeado em janeiro de 1980. Olof Lundberg, que já havia gerenciado e desenvolvido serviços móveis e especializados na Swedish Telecom (agora Telia), atuou como Diretor Geral e CEO até 1995. Originalmente, o modelo da organização foi igual ao da Intelsat, um consórcio internacional que previa as comunicações por satélite entre os países membros. O membro fundador da Intelsat, e organização dos Estados Unidos, foi a Communications Satellite Corporation (COMSAT). A COMSAT também assumiu a liderança na fundação da Inmarsat. A Inmarsat começou a ser negociadas em 1982. Desde o início, a sigla "Inmarsat" foi usado. A intenção era criar um organismo de auto-financiamento que iria melhorar a segurança da vida no mar.
O nome foi alterado para "International Mobile Satellite Organization" quando começou a prestar serviços para aeronaves e usuários portáteis, mas a sigla" Inmarsat "foi mantida. Quando a organização foi transformada em uma empresa privada em 1999, a empresa foi dividida em duas partes: A maior parte da organização foi transformada em empresa comercial, a Inmarsat plc, e um pequeno grupo tornou-se o órgão regulador, IMSO. A Inmarsat foi a primeira organização internacional de satélite que foi privatizada.

## Satélites
| Satélite         | Fabricante                       | Data do lançamento      | Veiculo de lançamento | Estado                            | Nota |
| Série Marisat    | Série Marisat                    | Série Marisat           | Série Marisat         | Série Marisat                     | Série Marisat |
| ---------------- | -------------------------------- | ----------------------- | --------------------- | --------------------------------- | --- |
| Marisat 1        | Hughes                           | 19 de fevereiro de 1976 | Delta 2914            | Retirado em 1 de abril de 1997    | [ 5 ] |
| Marisat 2        | Hughes                           | 10 de junho de 1976     | Delta 2914            | Retirado em setembro de 1996.     | [ 5 ] |
| Marisat 3        | Hughes                           | 14 de outubro de 1976   | Delta 2914            | Retirado em 29 de outubro de 2008 | Transferido para Intelsat em 2004                                                                                  |
| Série MARECS     |                                  |                         |                       |                                   | |
| MARECS 1         | British Aerospace                | 20 de dezembro de 1981  | Ariane 1              | Retirado                          | Também conhecido por MARECS A                                                                                      |
| MARECS B         | British Aerospace                | 10 de setembro de 1982  | Ariane 1              | Fracassou                         | Falha no lançamento                                                                                                |
| MARECS 2         | British Aerospace                | 10 de novembro de 1984  | Ariane 3              | Retirado                          | Também conhecido por MARECS B2                                                                                     |
| Série Inmarsat-2 |                                  |                         |                       |                                   | |
| Inmarsat-2 F1    | Matra Marconi                    | 30 de outubro de 1990   | Delta 6925            | Retirado em novembro de 2011      | [ 9 ] |
| Inmarsat-2 F2    | Matra Marconi                    | 8 de março de 1991      | Delta 6925            | Retirado em dezembro de 2014      | [ 9 ] |
| Inmarsat-2 F3    | Matra Marconi                    | 16 de dezembro de 1991  | Ariane 44L            | Retirado em abril de 2006         | [ 9 ] |
| Inmarsat-2 F4    | Matra Marconi                    | 15 de abril de 1992     | Ariane 44L            | Retirado em março de 2012         | [ 9 ] |
| Série Inmarsat-3 |                                  |                         |                       |                                   | |
| Inmarsat-3 F1    | Lockheed Martin                  | 3 de abril de 1996      | Atlas IIA             | Ativo                             | [ 10 ] |
| Inmarsat-3 F2    | Lockheed Martin                  | 6 de setembro de 1996   | Proton-K/Blok-DM1     | Ativo                             | [ 10 ] |
| Inmarsat-3 F3    | Lockheed Martin                  | 18 de dezembro de 1996  | Atlas IIA             | Ativo                             | [ 10 ] |
| Inmarsat-3 F4    | Lockheed Martin                  | 4 de junho de 1997      | Ariane 44L            | Ativo                             | [ 10 ] |
| Inmarsat-3 F5    | Lockheed Martin                  | 22 de janeiro de 1998   | Ariane 44LP           | Ativo                             | [ 10 ] |
| Série Inmarsat-4 |                                  |                         |                       |                                   | |
| Inmarsat-4 F1    | Astrium                          | 11 de março de 2005     | Atlas V               | Ativo                             | [ 11 ] |
| Inmarsat-4 F2    | Astrium                          | 8 de novembro de 2005   | Zenit-3SL             | Ativo                             | [ 11 ] |
| Inmarsat-4 F3    | Astrium                          | 18 de agosto de 2008    | Proton-M/Briz-M       | Ativo                             | [ 11 ] |
| Inmarsat-4A F4   | EADS Astrium Thales Alenia Space | 25 de julho de 2013     | Ariane 5 ECA          | Ativo                             | Também conhecido por Alphasat. Operado pela Inmarsat em parceria com a ESA                                         |
| Série Inmarsat-5 |                                  |                         |                       |                                   | |
| Inmarsat-5 F1    | Boeing Satellite Systems         | 8 de dezembro de 2013   | Proton-M/Briz-M       | Ativo                             | [ 13 ] |
| Inmarsat-5 F2    | Boeing Satellite Systems         | 1 de fevereiro de 2015  | Proton-M/Briz-M       | Ativo                             | [ 13 ] |
| Inmarsat-5 F3    | Boeing Satellite Systems         | 28 de agosto de 2015    | Proton-M/Briz-M       | Ativo                             | [ 13 ] |
| Inmarsat-5 F4    | Boeing Satellite Systems         | 15 de maio de 2017      | Falcon 9 Full Thrust  | Ativo                             | [ 13 ] |
| Inmarsat-5 F5    | Boeing Satellite Systems         | 26 de novembro de 2019  | Ariane 5 ECA          | Ativo                             | [ 14 ] |
| Série Inmarsat-6 |                                  |                         |                       |                                   | |
| Inmarsat-6 F1    | Airbus Defence and Space         | 22 de dezembro de 2021  | H-IIA                 | Ativo                             | [ 15 ] |
| Inmarsat-6 F2    | Airbus Defence and Space         | 18 de fevereiro de 2023 | Falcon 9 Block 5      | Ativo                             | [ 15 ] |
| Inmarsat-7 F1    | Airbus Defence and Space         | Planejado para 2023     |                       | Em construção                     | [ 16 ] |
| Inmarsat-7 F2    | Airbus Defence and Space         |                         |                       | Em construção                     | [ 16 ] |
| Inmarsat-7 F3    | Airbus Defence and Space         |                         |                       | Em construção                     | [ 16 ] |
| Outros           |                                  |                         |                       |                                   | |
| Inmarsat-S-EAN   | Thales Alenia Space              | 28 de junho de 2017     | Ariane 5 ECA          | Ativo                             | Antigo EuropaSat. Também conhecido por HellasSat 3. É operado pela Inmarsat em parceria com a Arabsat (Hellas Sat) |